# Nogueira-de-iguape
Nogueira de Iguape (Aleurites moluccana (L.) Willd.; Euphorbiaceae) é uma árvore ornamental, que tem folhagem ornamental. Ela pode crescer até 12 m e também possui 8 m de diâmetro na sua copa cujas folhas são grandes, semi-caducas e também possuem o a face inferior prateada. É muito conhecida pelas suas flores brancas, que aparecem entre os meses de outubro a novembro. A produção de frutos normalmente inicia-se em novembro e permanece até janeiro.
Sinonímia botânica: Aleurites triloba Forst., Aleurites triloba J. R. & G. Forst., Croton moluccanus L., Jatropha moluccana L.
Esta árvore é um dos símbolos do Havaí.